# Gordon Beck
Gordon James Beck (Brixton, 16 settembre 1936 – Ely, 6 novembre 2011) è stato un pianista e compositore britannico.

## Discografia parziale
- 1967 - Dr. Dolittle Loves Jazz
- 1967 - Half Jazz 6 Pense
- 1968 - Gyroscope (con Gyroscope)
- 1968 - Experiments with Pops
- 1972 - Jazz Trio
- 1983 - Reasons/Celebration Suite
- 1989 - Dreams
- 1991 - For Evans Sake
- 1995 - One for the Road
- 1996 - French Connection, V.1-2
- 1996 - Sunbird
- 2000 - November Song
- 2003 - Reflections
- 2004 - Not the Last Waltz
- 2005 - Seven Steps to Heaven
- 2006 - Janus
- 2007 - Appleby Blues
- 2008 - Once Is Never Enough